# UFC Fight Night: Walker vs. Hill
UFC Fight Night: Walker vs. Hill (também conhecido como UFC Fight Night 201 e UFC on ESPN+59) foi um evento de MMA produzido pelo Ultimate Fighting Championship que ocorreu em 19 de fevereiro de 2022 no UFC Apex em Las Vegas, Nevada.

## Background
Uma luta no peso leve entre Rafael dos Anjos e Rafael Fiziev era esperada para ser a luta principal deste evento. Entretanto, a luta foi adiada para o UFC 272 devido à problemas com o visto de Fiziev. Com isso, uma luta no peso meio pesado entre Johnny Walker e Jamahal Hill serviu como luta principal.